# Samtgemeinde Geestequelle
La comunità amministrativa di Geestequelle (Samtgemeinde Geestequelle) si trova nel circondario di Rotenburg (Wümme) nella Bassa Sassonia, in Germania.

## Suddivisione
Comprende 5 comuni:
1. Alfstedt
2. Basdahl
3. Ebersdorf
4. Hipstedt
5. Oerel

Il capoluogo è Oerel.